# Stallo di potenza

angolo d'attacco di un profilo alare, fattore scatenante lo stallo di potenza

In linguaggio aeronautico italiano, viene definito stallo di potenza la situazione in cui il pilota di un aereo provoca lo stallo delle ali, nonostante il velivolo sia in movimento a grande velocità e con il motore a regime sostenuto. Il fenomeno è dovuto a un assetto con eccessivo angolo d'attacco delle ali, ottenuto rivolgendo il muso dell'aereo verso l'alto.
Il termine aeronautico in lingua inglese più diffuso internazionalmente è "power ON stall" - stallo con potenza - ed è un fenomeno pericoloso caratteristico della fase di avvicinamento all'atterraggio. Gli aerei civili, infatti, avvicinandosi all'atterraggio riducono la propria velocità agendo sulla configurazione aerodinamica e sulla potenza erogata dai motori. Se per qualsiasi ragione, volendo effettuare la manovra di "riattaccata", ovvero la rinuncia all'atterraggio, il pilota aumenta repentinamente la potenza dei motori e non mantiene il controllo dell'assetto, il velivolo può puntare il muso verso l'alto e trovarsi nelle condizioni di alto angolo di attacco in grado di causare lo stallo delle ali, pur in presenza di motori funzionanti a regimi elevati.
Nei velivoli con propulsione a elica, lo stallo con motore che fornisce potenza è più pericoloso di quello che avviene con motore a potenza ridotta o assente  "power OFF stall". Le ali di questi aerei, infatti, sono progettate per aiutare il recupero dallo stallo in quest'ultimo caso, mentre quando sono investite dal flusso d'aria dell'elica, possono causare rollii o imbardate maggiori, che uniti alla conseguente perdita di quota e alla vicinanza al suolo caratteristica della fase finale del volo, rappresentano un chiaro pericolo.